# Blood Knights
Blood Knights ist ein von Deck13 entwickeltes Action-Rollenspiel, das im November 2013 für Windows, Xbox 360 und PlayStation 3 durch Kalypso Media veröffentlicht wurde.

## Handlung
Das Blutsiegel, das ein mächtiges Artefakt ist, womit Dämonen in unsere Welt gelangen könnten, ebenso würde der Mond zerstört und die Gezeiten würden aufhören, wird von Rittern Roms in einem Art Tempel beschützt und verteidigt. Vampire greifen diesen Tempel an, um das Siegel zu entwenden. Jeremy, ein Ritter Roms, wird mit einer Handvoll Männern, darunter Castello, einem fähiger Kämpfer, und Bartholomäus, einem mächtigen Priester, entsandt, um den Tempel zurückzuerobern und zu halten. Die Truppe um Jeremy wird jedoch fast vollständig aufgerieben. Bartholomäus sieht keine andere Wahl, als eine Vampirin, Alysa, per Zauber an Jeremy zu binden und beide damit stärker zu machen.
Jeremy und Alysa dringen bis zum Blutsiegel vor und Jeremy verwundet die Anführerin der Vampireindringlinge tödlich. Mit letzter Kraft wirft sie sich auf Jeremy und macht ihn zum Vampir danach stirbt sie. Die restlichen Vampire flüchten mit dem Siegel. Castello und Bartholomäus finden Jeremy und Alysa und stoßen beide in den Abgrund, da Vampire ihre Feinde sind und sie nicht zurückverwandelt werden können. Castello übernimmt die restlichen Truppen Jeremys und beginnt mit ihnen die Verfolgung der Vampire, die das Siegel haben. Jeremy und Alysa haben den Sturz überlebt und kämpfen sich zurück an die Oberfläche und nehmen ebenfalls die Verfolgung auf, um das Blutsiegel zurückzubringen. Sie treffen auf Bartholomäus, der ihnen zuerst misstraut. Nachdem sie für Bartholomäus ein Artefakt beschafft haben, vertraut Bartholomäus ihnen nun.
Bartholomäus verrät den beiden, wo sich die Vampire mit dem Siegel verschanzt haben. Jeremy und Alysa finden das Siegel und bringen es in ihren Besitz. Bartholomäus hat derweil Hilfe aus Rom angefordert. Die stärkste Einheit, die Rom zu bieten hat, wird entsandt, um das Siegel an sich zu nehmen und sicher in den Tempel zu bringen. Die Einheit vertraut Jeremy und Alysa jedoch nicht und möchte sie sofort hinrichten. Bartholomäus stellt sich ihnen in den Weg und beide können flüchten. Sie treffen im Tempel, wo das Siegel entwendet wurde, auf den Kommandanten der Einheit, der sich ihnen entgegenstellt. Das Siegel soll nicht zurückgebracht werden, da es, falls es weiterhin nicht im Tempel angebracht ist, eine riesige Flutwelle auslöst. Hunderttausende Menschen würden sterben, doch der Rest würde dich in die Arme der Kirche begeben.
Bartholomäus erscheint und tötet den Kommandanten. Jeremy und Alysa bringen das Siegel im Tempel an und der Mond fügt sich wieder zusammen. Von Bartholomäus erfährt man, dass es vielleicht doch ein Heilmittel gibt, um aus Jeremy wieder einen Menschen zu machen. Jeremy und Alysa beschließen es zu suchen. Falls sie es finden und Jeremy wieder zum Mensch wird, so wird Bartholomäus das Band zwischen ihnen aufheben, vorher nicht.

## Spielmechanik
In Blood Knights steuert der Spieler seine Figur direkt aus einer Third-Person-Perspektive. Man hat die Auswahl zwischen Jeremy, einem Nahkämpfer mit zwei Schwertern, und Alysa, einer Fernkämpferin mit zwei Armbrüsten. Das Wechseln der Spielfigur beispielsweise während eines Kampfes ist jederzeit möglich und geschieht ohne Verzögerung. So ist es möglich, Gegner aus der Ferne zu beschießen und, sobald sie näher kommen, sofort mit Nahkampfangriffen von Jeremy zu attackieren.
Über ein Levelsystem, das basierend auf dem Erlangen von Erfahrungspunkten durch das Töten von Gegnern basiert, wird dem Spieler die Möglichkeit gegeben, verschiedene Fertigkeiten zu erlernen. Pro Levelaufstieg ist die Erhöhung einer Fertigkeit möglich. Durch das Sammeln von Blutmünzen, die in der Spielwelt verteilt sind, ist es möglich, grundlegende Attribute wie Leben oder Stärke zu erhöhen. Der Spieler kann je nach Charakter verschiedene Spezialfähigkeiten aktivieren. So kann Alysa etwa betäubende Granaten werfen oder Schaden anrichten, oder Jeremy einen Sturmangriff auf die Gegner ausführen.
Von Gegnern kann während eines Kampfes Blut abgesaugt werden was die Lebenspunkte des Spielers wieder auffüllt. In der Spielwelt sind zusätzlich Menschen an Pfählen aufgespießt, die der Spieler ebenfalls leersaugen kann. Auf den Karten verteilt befinden sich Ausrüstungskisten, die für beide Charakter neue und stets verbesserte Ausrüstung bieten. Zusätzlich ist ein Händler vorhanden, der einem alte Ausrüstung abkauft und neue anbietet. Auf den Karten sind an verschiedenen Orten Teleporter, mit denen man zum Händler teleportieren kann. Außerdem dienen sie als Speicherpunkte.

## Entwicklung
Das Spiel wurde von Deck13 ursprünglich im Auftrag des Publishers dtp entertainment entwickelt, der im April 2012 Insolvenz anmeldete. Im September 2013 verkündete Kalypso Media die Übernahme der Rechte und die Veröffentlichung von Blood Knights als erstem Titel unter dem neugegründeten Label Kobalt Games für digital vertriebene Spiele. Damit grenzte Kalypso das Spiel von seinen anderen, als Premiummarken bezeichneten Spielen wie Das Schwarze Auge: Demonicon und Tropico 5 ab, die weiterhin unter Kalypsos Firmennamen vertrieben werden sollten.

## Rezeption
Mathias Oertel von 4Players beurteilte die Story zwar als prinzipiell interessant, doch könne das Potenzial nicht ausgeschöpft werden. Technisch sei die Mimik sowie die Darstellung der Haut und der Augen schlecht. Gelobt wurde das eingängige Kampfsystem und die Bosskämpfe. Insgesamt vergab Oertel lediglich 45 % und kam zu dem Urteil: „Blood Knights ist ein in jeder Hinsicht oberflächliches Hack&Slay.“
Das Spieleportal Gameswelt meinte, dass das Spiel als Solospieler trotz der kurzen Spielzeit schnell zum Langweiler werde. Das Spiel wirke insgesamt wie ein Oldie, nicht nur aus technischer Sicht. Gelobt wurden der Koop-Modus und die schnell erlernte Steuerung.